# ロイヤルホールディングス
ロイヤルホールディングス株式会社（英: ROYAL HOLDINGS Co., Ltd.）は、ロイヤルホスト・てんやなどの外食事業、リッチモンドホテルズ運営のホテル事業、コントラクト事業、食品事業などを展開するロイヤルグループの純粋持株会社である。

## 概説
1950年に江頭匡一が福岡県で創業し、航空機の機内食や給食事業などを展開した。のちにファミリーレストランにも進出するなど様々な事業を展開している。
2005年7月1日に持株会社に移行、（初代）ロイヤル株式会社からロイヤルホールディングス株式会社に社名変更。同時に会社分割により事業会社として（2代目）ロイヤル株式会社などを設立。当初高速道路店舗事業は出店契約の関係上ロイヤルホールディングスに残されたため、純粋持株会社ではなかったが、2011年1月1日にロイヤル空港レストラン（現ロイヤルコントラクトサービス）に移管されたため、これをもって純粋持株会社となった。

## 沿革
- 1947年（昭和22年）- 江頭匡一が米軍春日原ベース内のPX（売店）の指定商人となる[6]。
- 1950年（昭和25年）- 事業拡大に伴い、キルロイ特殊貿易株式会社設立[7]。
- 1951年（昭和26年）10月 - 日本航空の福岡空港への国内線就航時に、福岡空港にて機内食の納入を始める。同時に、空港内で食堂と売店をオープンする（空港レストラン・機内食事業の始まり）。
- 1953年（昭和28年）11月 - 有限会社ロイヤルを設立し、レストラン「ロイヤル」（現・花の木）を開業。
- 1956年（昭和31年）5月 -（初代）ロイヤル株式会社設立。
- 1959年（昭和34年）- 「ROYAL」1号店出店。
- 1971年（昭和46年）
  - 5月 - （初代）ロイヤル株式会社の株式額面の変更のため、キルロイ特殊貿易株式会社が（初代）ロイヤル株式会社を吸収合併。キルロイ特殊貿易株式会社が（2代目）ロイヤル株式会社に社名を変更する[4]。
  - 12月 -「ロイヤルホスト」1号店オープン。
- 1978年（昭和53年）
  - 8月 - 福岡証券取引所上場。
  - 7月 - 大阪証券取引所2部上場。
- 1981年（昭和56年）8月 - 東京証券取引所2部上場。
- 1983年（昭和58年）6月 - 東京・大阪証券取引所1部に指定替え。
- 2005年（平成17年）
  - 7月 - （2代目）ロイヤル株式会社がロイヤルホールディングス株式会社に社名変更するとともに、会社分割を行い、連結子会社の（3代目）ロイヤル株式会社、ロイヤル北海道株式会社、ロイヤル九州株式会社、ロイヤル空港レストラン株式会社、ロイヤルカジュアルダイニング株式会社、ロイヤルマネジメント株式会社が事業承継。ただし、高速道路店舗事業のみロイヤルホールディングスの事業として残り、完全持株会社とは成らなかった。
  - なお、関西地区の店舗は従前から（2代目）ロイヤル株式会社の傘下にあった「ロイヤル関西株式会社」が引き続き運営し、持株会社に移行する際にそのままロイヤルホールディングスの傘下へ移行した。これは、関西地区のロイヤルホストが当初は大阪ガスグループとの合弁だった「オージー・ロイヤル株式会社」[注釈 1]の運営だったためである。
  - 12月 - 株式会社伊勢丹ダイニング（アールアンドアイダイニング、セントレスタを経て、現・ロイヤルコントラクトサービス株式会社）の株式を取得し、連結子会社化。
- 2006年（平成18年）6月 - 株式会社テンコーポレーションの株式を丸紅から取得し、連結子会社化。
- 2007年（平成19年）
  - 4月 - セントレスタ株式会社の株式を取得し、連結子会社化。
  - 8月 - 会社分割によりロイヤル関東株式会社及びミセスエリザベスマフィン株式会社に一部事業を承継。
- 2009年（平成21年）1月 - ロイヤル関東株式会社がロイヤル東日本株式会社（旧・ロイヤル北海道）を吸収合併し、（2代目）ロイヤル東日本株式会社に改称。
- 2011年（平成23年）1月 - ロイヤルホールディングスの高速道路店舗事業をロイヤル空港レストランに移管し、純粋持株会社となった。同時にロイヤル空港レストランはロイヤル空港高速フードサービス株式会社に商号変更。同時に、ロイヤル東日本がロイヤル西日本・ロイヤル関西を吸収合併し、「ロイヤルホスト株式会社」として一社に統合される。
- 2016年（平成28年）1月 - 子会社のセントレスタ株式会社がロイヤルコントラクトサービス株式会社に吸収合併され、解散。
- 2018年（平成30年）4月6日 - 都内を中心にスープ店を展開する株式会社チャウダーズの全株式を譲り受け、子会社化[8]。
- 2021年（令和3年）
  - 1月 - ロイヤルホスト株式会社が、株式会社テンコーポレーション及びアールアンドケーフードサービス株式会社を吸収合併し、商号をロイヤルフードサービス株式会社に変更。ロイヤル空港高速フードサービス株式会社がロイヤルコントラクトサービス株式会社を吸収合併し、商号をロイヤルコントラクトサービス株式会社に変更[9]。
  - 2月 - 総合商社の双日との資本業務提携契約を締結。第三者割当による新株式及び新株予約権の発行を実施[10]。
- 2023年（令和5年）
  - 1月 - 双日との合弁で「双日ロイヤルカフェ」を設立[11]。
  - 8月4日 - 双日ロイヤルカフェ運営によるイギリスのカフェチェーン「コスタコーヒー」の実店舗を東京都渋谷区に出店[11][12]。
- 2024年（令和6年）3月 - 双日並びに回転寿司チェーンの銚子丸との合弁でアメリカ・カリフォルニア州に会社を設立。寿司店を同国にて展開する予定[13]。

## グループ会社
2005年7月の持株会社化に伴い、複数の事業会社が設立された。なお、グループ会社の経理・人事業務などはロイヤルマネジメント株式会社として分社化している。

### 外食事業
- ロイヤルフードサービス株式会社
旧称：ロイヤルホスト株式会社。ロイヤルホスト、ロイヤルガーデンカフェ、天丼てんや、シズラー、シェーキーズ等を運営。
2021年1月1日、株式会社テンコーポレーション及びアールアンドケーフードサービス株式会社を吸収合併し商号変更した[14]。
- Royal Sojitz International Pte. Ltd（非連結子会社）
- 双日ロイヤルカフェ株式会社（コスタコーヒーの運営）

### コントラクト事業
- ロイヤルコントラクトサービス株式会社
（初代）ロイヤル株式会社・住友商事・マリオット・インターナショナルの三社合弁のロイヤルマリオットアンドエスシー株式会社から始まった企業・病院・大学などで展開する事業所給食事業を手がける「ロイヤルコントラクトサービス株式会社」と、高速道路・空港店舗を運営する「ロイヤル空港高速フードサービス株式会社」が2021年1月1日に合併（ロイヤル空港高速フードサービスが存続会社、合併後商号変更）したもの[14]。
2024年1月1日に「ハイウェイロイヤル株式会社」（2022年にコンパスグループ・ジャパンの事業分割で設立され、株式を取得し子会社化[15]）を吸収合併。

### ホテル事業
- アールエヌティーホテルズ株式会社
ビジネスホテルチェーン「リッチモンドホテルズ」を展開。福岡地所との共同出資（かつては大和ハウス工業を含めた3社合弁）で設立された会社。
当初は大和ハウス主導のダイワロイヤルに出資し、ロイネットホテルの名称で展開していたが、2004年にダイワロイヤルを大和ハウス100%出資に切り替えたため、ロイヤル主導の別会社を新たに設立した。ホテルの名称は、アールエヌティーホテルズ運営がロイネットホテル、ダイワロイヤル運営がダイワロイネットホテルとなったが、会員カードの共通利用などの提携は続けられていた。しかし2007年10月、ロイネットホテルの名称をリッチモンドホテルズに変更することになり、これを機に提携は終了した。
- ケイ・アンド・アール・ホテルデベロップメント株式会社
持分法適用会社。京成電鉄との合弁[16]。

### 食品事業
- （3代目）ロイヤル株式会社（外食インフラ機能（製造購買・物流の運用）および自社ブランドの冷凍食品「ロイヤルデリ」、業務食の製造、販売）

### その他事業
（持分法適用会社）
- 双日ロイヤルインフライトケイタリング株式会社（40%出資）

元々は（3代目）ロイヤル株式会社の福岡空港での機内食事業であり、2008年には全日本空輸（ANA）系の福岡ケータリングサービスの全株式を取得、ロイヤルの機内食事業を移管し、2009年に福岡インフライトケイタリングに改組・再編した。関西国際空港担当の関西インフライトケイタリングも同じくANA系機内食会社の事業譲渡を受けたものであるが、日本航空が経営破綻後にかつてのグループ会社だったエイエイエスケータリングとの取引を打ち切ったため、JALグループとの取引関係が構築された。2016年に関西インフライトケイタリングが福岡インフライトケイタリングを吸収合併し、ロイヤルインフライトケイタリングとなった。
その後、2021年に双日の出資を受けて双日ロイヤルインフライトケイタリング（SRIC）に改称。出資比率の低下により、ロイヤルHDとしては持分法適用会社となった
- ジャルロイヤルケータリング株式会社（49%出資）

日本航空との共同出資による持分法適用会社。成田国際空港と羽田空港（国際線）を担当。

### 過去のグループ会社
- セントレスタ（旧DBレストラン・解散）

三越店内の一部のレストラン事業を分割した子会社に資本参加し、社名変更。74.8%を出資する。
- アールアンドアイダイニング（旧・伊勢丹ダイニング・吸収合併により解散）

伊勢丹店内のレストラン・喫茶店、ベーカリー、社員食堂部門に資本参加、2007年1月1日に社名変更。2010年1月1日付で同じ三越伊勢丹グループのセントレスタと合併した。
- パンダエクスプレス

オージー・ロイヤルが米国からフランチャイズ権を受け、1992年10月、神戸ハーバーランドに出店。橋本サティ、京都北山、伊勢丹京都駅店の4カ所にあったが、2009年8月31日閉店し、日本から一旦撤退した。
- 株式会社セリア・ロイル

1989年にロイヤルから冷菓部門を分離した会社。2007年に株式の過半数を手放し、2015年7月に持分法適用会社から完全独立。2016年に「ロイヤル食品」から現社名に変更。代表的な商品として、学校給食向けに開発されたラクトアイス「ムース」がある。
- 株式会社テンコーポレーション

1989年の会社設立当初より丸紅の主要グループ企業であった。2005年7月に、丸紅から持分の一部譲渡を受け、出資比率3割の筆頭株主となった。その後、2006年6月にTOBを実施して出資比率を46%に引き上げ、子会社化。2021年1月1日、ロイヤルホスト株式会社に吸収合併され解散した。
- 大江戸てんや

GATHERING TABLE PANTRYで培った成果をてんやへ拡張展開した店舗。訪日外国人客が9割を占める浅草雷門店を完全キャッシュレスのセルフタイプ型にした。
- アールアンドケーフードサービス株式会社

麒麟麦酒（現・キリンホールディングス）との共同出資により1989年に発足。2010年1月にロイヤルカジュアルダイニングを吸収合併。2021年1月1日、ロイヤルホスト株式会社に吸収合併され解散。
- チャウダーズ株式会社

都内を中心にスープ店を展開。2018年4月6日に、運営会社の全株式を譲り受け子会社化。2019年1月1日、ロイヤル空港高速フードサービス株式会社に吸収合併され解散。
- 株式会社ハブ

元ダイエー系。英国風パブの「HUB」「82ALE HOUSE」を運営。2010年2月、テーブルマーク及びフード インクルーヴの両社から株式譲渡を受け、出資比率33%の筆頭株主となった。
2021年3月31日付で保有株式の一部をTech Growth Capital有限責任事業組合（ミクシィ99.98%出資）に譲渡、持分法適用会社から外れた。ただし2023年現在も、同社株式の14%強を保有する。

## 消滅した業態
- 豚国とんとこ亭

豚肉を中心とした実験店。札幌市内にあったが、2009年2月25日に閉店。
- WAO!VIKING

ブッフェ業態の店舗。福岡市内で実験店を展開していた。
- YYグリルパーク134

ハンバーグレストラン。持株会社移行後に展開。
- roy-hot（ロイホ）

ロイヤルホストのカジュアル版。持株会社移行後に展開。
- Patisserie Frai's

福岡市中央区新天町にあったケーキ店。2006年に閉店。
- 毘沙門

東京ドームホテルに出店していた焼肉店。2011年に閉店。
- 焼肉万歳

焼肉店。ロイヤルホスト黎明期には焼肉コーナーを併設していた。2007年3月にロイヤルカジュアルダイニングに移管。2010年1月の合併でアールアンドケーフードサービス運営となる。2012年11月18日で閉店。
- ザ・プレミアムロイヤルホスト

ロイヤルホストから生まれた新コンセプトレストラン。2013年2月に、『カフェ ロイヤル パーク』としてオープン。店で焼き上げる自家製パンやファーマーズデリ（前菜ビュッフェ）が特徴。2014年4月に、同店のエッセンスをそのままにリニューアルした。福岡市博多区住吉及び東京都世田谷区駒沢に店舗があったが、2018年3月現在は両店とも通常のロイヤルホストに復帰している。但し駒沢店のみプレミアムグランドメニューは提供している。
- バーグスターキッチン（洋食）
- はなび（和食）
- カウボーイ家族（ステーキ・ハンバーグ・サラダバー）
- GATHERING TABLE PANTRY

次世代ビジネスモデルのための実験店舗。完全キャッシュレスで現金は利用できず、楽天Edy・交通系電子マネー・nanaco・QUICPay・クレジットカードでの支払いとなる。馬喰町に店舗がある。

## 店舗がない県
石川県・三重県・鳥取県・島根県・徳島県・香川県。このうち香川県は以前ロイヤルホストが出店していたが、2002年に撤退している。
青森県・岩手県・秋田県・山形県・栃木県・富山県・福井県・岐阜県・愛媛県・高知県・佐賀県にはロイヤルホスト以外の業態の外食店舗やリッチモンドホテルズが出店している。

## その他
- 店で新しく出される予定の料理は江頭自身が必ず試食し、ダメ出しを行っていた。この時必ずすべての料理を完食していたため、後に体調を崩すきっかけになったとされている[24][注釈 3]。
- ロイヤルホールディングスとグループ各社では「ロイヤルグループ労働組合」が組織されている。UAゼンセンに加盟している。
- スイートポテトを福岡空港・那覇空港などで販売。1951年に福岡空港の民間機初便が飛んだ日から連綿と販売が続けられているロングセラーで、長年空港の土産品として親しまれている。ロイヤルホストでもスイートポテトを扱う店舗がある。

## テレビ番組
- 日経スペシャル ガイアの夜明け 食の安心とは?～情報公開をめぐる 知られざる裏側～（2006年8月22日、テレビ東京）[25] - 信頼獲得の闘いを取材。